# قبایل منزوی
قبایل دورافتاده یا قبایل منزوی (یا قبایلی که با آن‌ها ارتباط برقرار نشده) به اجتماعات انسانی گفته می‌شود که به صورت ایزوله و جدای از سایر مردمان جهان (دور از تمدن‌ها) زندگی می‌کنند. این زندگی به دور از تمدن و تماس با سایر مردمان یا به صورت اختیاری توسط این گروه‌ها انتخاب شده یا به صورت اجباری و بر اثر شرایط مختلف ایجاد شده‌است. تعداد مردمان و قبایل منزوی بسیار اندک است. فعالان طرفدار حقوق بومیان معتقدند که بهتر است این اجتماعات منزوی به همین صورت به حال خود رها شوند چرا که تماس با آنها و آشناسازی آنها با دنیای تمدنی، با حق تعیین سرنوشت تعارض دارد.
در سال ۲۰۱۳ تخمین زده شد که بیش از ۱۰۰ قبیله منزوی در سراسر جهان وجود دارد که عمدتاً در مناطق جنگلی در آمریکای جنوبی، مرکز آفریقا و گینه نو زندگی می‌کنند. قبایل منزوی معمولاً وقتی کشف می‌شوند که تصویر هوایی از آنها به دست آید یا درگیری‌های فیزیکی بین آنها و همسایگانشان ایجاد شود. به دلیل عدم تماس با مردمان دیگر، ممکن مردمان قبایل منزوی بدون ایمنی در برابر بیماریهای عفونی شایع باشند که در صورت تماس با مردمان دیگر، این مسئله می‌تواند به کشته شدن درصد بالایی از آنها بینجامد.

## تاریخچه
نمونه قابل توجه تاریخی از برخورد با مردمان و قبایل منزوی به برخورد امپراتوری اسپانیا و مردمان آراواک (و در نهایت همه قاره آمریکا) در سال ۱۴۹۲ و مواجه بومیان استرالیا با اروپایی‌ها در سال ۱۷۸۸ زمانی نخستین ناوگان انگلیسی وارد سیدنی شد مربوط می‌شود.

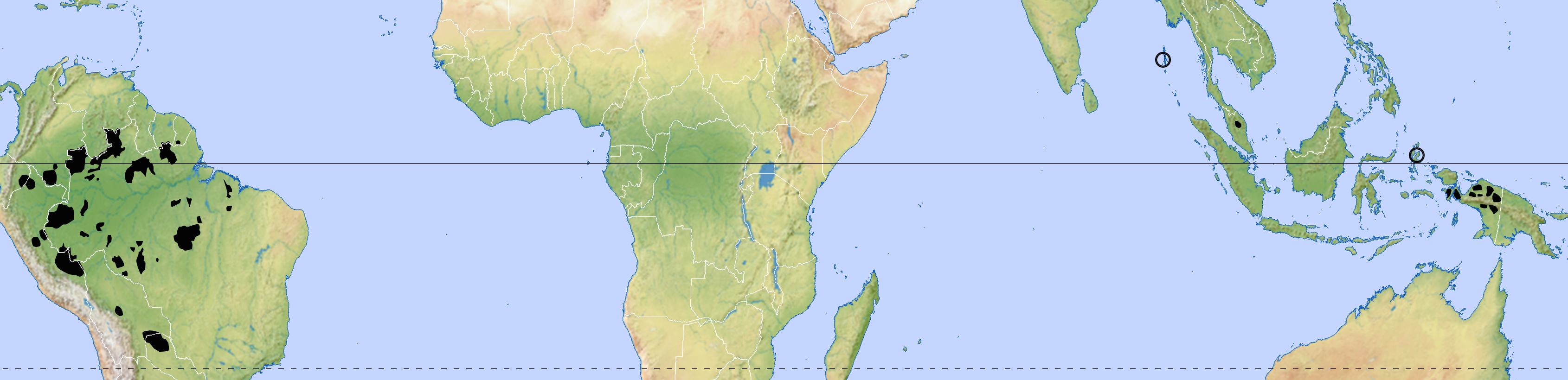
نقشه‌ای از قبایل منزوی در سده ۲۱.

اشتیاق زیادی به آشنایی با فرهنگ و شیوه زندگی مردمان منزوی وجود دارد و به همین علت، برخی تورهای گردشگری برای جستجوی اینگونه مردم راه افتاده‌است. یک برنامه مستند شبکه بی‌بی‌سی چهار در سال ۲۰۰۶ تور بحث‌برانگیز آمریکایی را نشان داد که گردشگران را برای کشف قبایل منزوی در پاپوآی غربی فراخوانی می‌کرد. 

## آسیا

### جزایر آندامان هند
دو قبیله از جزایر آندامان در هند علاقه‌مند به زندگی منزویانه و جلوگیری از تماس با جهان خارج هستند.

#### مردم سنتینل
مردمان سنتینلی در جزیره سنتینل شمالی جزیره‌ای کوچک و دور افتاده در غرب جزایر آندامان و نیکوبار هستند که تخمین زده می‌شود که زندگی در جزیره خود را برای ۶۰٬۰۰۰ سال ادامه داده‌اند. زبان آنها به‌طور قابل توجهی متفاوت حتی از زبان‌های دیگر در جزیره آندامان است که نشان می‌دهد که آنها برای هزاران سال، قبایلی منزوی از بقیه مردمان آن ناحیه بوده‌اند؛ بنابراین مردم جزیره سنتینل به عنوان منزوی‌ترین مردمان جهان شناخته می‌شوند.
در طول سرشماری سال ۲۰۰۱ هند، یک گروه مشترک اعزامی در دودسته به جزیره سنتینل اعزام شد که منجر به برخورد با ۳۱ و ۳۹ نفر از آنها شد. مشاهدات هوایی صورت گرفته با هلیکوپتر پس از سونامی سال ۲۰۰۴ اقیانوس هند نشان داد که برخی از این مردمان جان به در برده بودند.
مقامات مسئول محلی در آندامان و نیکوبار در مواجه به ساکنان جزیره سنتیل شمالی سیاست دخالت حداقل همراه با نظارت را در پیش گرفته‌اند تا اطمینان حاصل شود که هیچ شکارچی به منطقه وارد نمی‌شود. یک پروتکلی برای این منظور در مشورت با دولت هند تهیه شده‌است.

#### مردمان جاراوا
گروهی دیگر از قبایل منطقه آندامان، مردمان Jarawa هستند که در جزیره اصلی آندامان زندگی می‌کنند. این گروه منزوی از بقیه مردم بودند اما ساخت جاده در سال ۱۹۹۷ در جنگلهای منطقه باعث به هم خوردن این انزوا شد. تعداد آنها ۳۰۰ نفر است.

### ویتنام
مردمان راک (Rục people) نخستنین بار با سربازان ویتنام شمالی در طول جنگ ویتنام برخورد داشتند و زندگی آنها به صورت شکارچی-گردآورنده بود. محل زندگی آنها غارهای شرق استان کوانگ بن است. دولت تلاش‌های بسیاری را برای نقل مکان قبیله راک انجام داده‌است.

## اقیانوسیه

### استرالیا
در سال ۱۹۸۴ یک گروه از مردم Pintupi افرادی که زندگی سنتی شکارچی-گردآورنده را داشتند در بیابان گیبسون در استرالیای غربی مشاهده شدند. اعتقاد بر این است که آنها آخرین مردم شناخته نشده استرالیا هستند.

### گینه نو
مناطق زیادی از گینه نو برای دانشمندان و انسان شناسان ناشناخته باقیمانده‌اند. قبایل بومی شناخته شده در پاپوآ گینه نو تماس بسیار کمی با مقامات محلی دارند و بسیاری بی سواد هستند.
در اندونزی استانهای پاپوآ و پاپوآی غربی در جزیره گینه نو، مسکن ۴۴ قبیله منزوی هستند. در جزایر شرقی اندونزی هم چنین قبایلی گزارش شده‌اند.
در اندونزی مناطق زیر دارای قبایل منزوی هستند:
- Gusawi
- Lengguru
- Kokiri
- Derewo
- Teriku
- Foja
- مانو
- Waruta
- Brazza-Digul

## آمریکای شمالی
گروه‌هایی از سرخپوستان مایا در آمریکای شمالی به صورت منزوی وجود داشته‌اند که احتمالاً قبیله لاکاندون آخرین آنها بوده‌است.

### ایالات متحده
اعتقاد بر این است که قبایل Ishi و Yahi آخرین آمریکایی‌های بومی در ایالات متحده بوده‌اند به دور از فرهنگ و هنر آمریکایی مانده‌اند.

## آمریکای جنوبی

### بولیوی
از سال ۲۰۰۶ با شناسایی پنج قبیله منزوی، وجود افراد ناشناخته در بولیوی تأیید شد.
| نام                    | پاپ (Est) | محل                                        | تفسیر |
| ---------------------- | --------- | ------------------------------------------ | --- |
| Sinabo/Kapuibo (Nahua) | زیر ۲۰۰   | بین پایین Beni و پایین Yata                | - پنو زبان. مربوط به Chakobo. - برخی از منابع خود سؤال وجود دارد.                                                              |
| Toromona               | ناشناخته  | شرقی بانک Manurini رودخانه Madidi پارک ملی | |
| Yanaigua               | ۱۰۰–۲۰۰   | بین ریو گراند و بالای سن میگوئل            | - پنو با توجه به برخی از؛ به احتمال زیاد توپی–گوارانی مربوط به Yuqui. - عمدتاً hunter-gatherers. - زندگی در Guarayos رزرو جنگل. |
| Yuqui                  | ۱۰۰       | بین بالا Ichilo و بالا Yapacani            | - توپی–گوارانی زبان. - کوچک uncontacted گروه از Yuqui. عمدتاً hunter-gatherers. - زندگی در Amboró پارک ملی.                     |

### برزیل

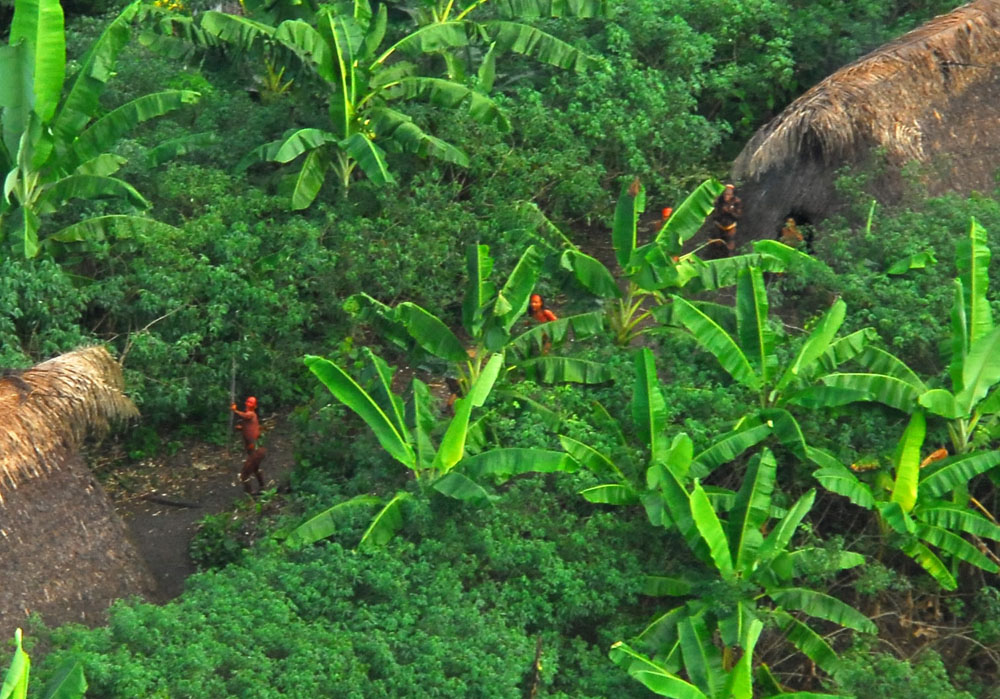
مواجه با اعضای یک قبیله منزوی در آکری برزیل در سال ۲۰۰۹.

در سال ۲۰۰۷ وجود ۶۷ قبیله منزوی در برزیل گزارش شد.
| Name                                                                                      | Pop (Est)                                   | Location | Commentary |
| ----------------------------------------------------------------------------------------- | ------------------------------------------- | --- | --- |
| Apiaká                                                                                    | over 100                                    | Mato Grosso – Between Lower Juruena and Lower Teles Pires | - Tupi–Guarani. - Isolated Apiaká group. - Were massacred some time ago. |
| Apurinã                                                                                   | over 50                                     | Amazonas – Upper Rio Sepatini | Arawak. |
| Aruá                                                                                      | 75 at most                                  | Rondônia | - Tupi–Mondé - Between the rios Mequens and Colorado - Living over both the Rio Branco I.T. and the Guaporé B.R. - Rio São Miguel - Outside reserves. - Area invaded by loggers. - Frequent fighting. |
| Avá-Canoeiro                                                                              | around 30                                   | Three locations in the states of Goiás, Tocantins and Minas Gerais. 1. TI Avá-Canoeiro and the mountain ranges between the Rio Preto and the Rio Bagagem, located just northeast and east of the lake formed by the Serra da Mesa Hydroelectric Power Plant, in northern Goiás. 2. Mata do Mamão in the Bananal Island, Tocantins. 3. Mountain ranges located near to the Rio Urucuia and the Rio Carinhanha, in northwestern Minas Gerais. | - Tupi–Guarani. - Small groups of highly mobile hunter-gatherers. - They are popularly known by the nickname Cara-Preta (in English: Black Face). - Hostile. |
| Guaja                                                                                     | 120 [already counted among the known group] | Maranhão – Scattered throughout the western part of the state | - Tupi–Guarani. - Small groups of highly mobile hunter-gatherers (even after contact). - They have their own I.T. but also move in and out of several other reserves. |
| Ingarune                                                                                  | around 100                                  | North Pará – Rio Cuminapanema and Paru de Oeste | - Karib. - Related to the Kachuyana. - Existence confirmed by the Poturuyar (recently contacted Tupi–Guarani). They live within the latter's I.T. |
| Kanibo (Mayo)                                                                             | ۱۲۰–۱۵۰                                     | Rio Quixito, Javari Basin, Amazonas | Probably Pano. - Several unsuccessful official contacts. - Occasional contacts with loggers. |
| Kaniwa (Korubo)                                                                           | ۳۰۰                                         | 9 malocas in Between Lower Ituí and Lower Itacuaí, Amazonas | Pano. - Occasional contacts. - Hostile. |
| Karafawyana and other isolated Carib tribes.                                              | ۴۰۰–۵۰۰                                     | Four locations in Roraima and north Pará. 1. Source of the Jatapu. 2. Rio Urucurina, tributary of the Mapuera. 3. Rio Kafuini, tributary of the Trombetas. 4. Upper Turuna, tributary of the Trombetas. | Mostly Cariban. 1. Karib, Parukoto-Charuma sub-group. 2. Related to the Waiwai. 3. Some individuals visit Waiwai communities without warning the authorities. This is how they obtain their metal tools. 4. Partly in the Trombetas-Mapuera I.T. |
| Karitiana                                                                                 | ۵۰–۱۰۰                                      | Upper Rio Candeias, Rondônia. | Tupi–Arikem. Identified by the small group that has been contacted. |
| Katawixi                                                                                  | ۵۰                                          | Upper Rio Muquim, tributary of the Purus, Amazonas. | Isolated language. One community only has been located. |
| Kayapó do Rio Liberdade                                                                   | over 100                                    | Lower Rio Liberdade, northern Mato Grosso. | Gé. Identified by other Kayapó towards whom they are hostile. |
| Kayapó-Pu'ro                                                                              | ۱۰۰                                         | Lower Rio Curuá, South Pará. | Kayapó. Group which has broken away from the Mekragnoti since 1940. Outside Kayapó I.T. |
| Kayapó-Pituiaro                                                                           | ۲۰۰                                         | Rio Murure, South Pará. | Kayapó. Group which has broken away from the Kuben-kranken since 1950. Partly outside Kayapó I.T. |
| Kayapó-Kararao                                                                            | around 50                                   | Lower Rio Guajara, South Pará. | Kayapó. Group which has broken away from the Kararao. Struggles are part of their traditions. |
| Kozicky                                                                                   | unknown                                     | Rio Curuça, Amazonas. | Kayapó. Small, hostile group. Occasionally known to contact with modern society. |
| Kulina                                                                                    | unknown                                     | Rio Curuça, tributary of the Javari, Amazonas. | Arawan. Small isolate communities belonging to the big Kulina group. |
| Maku (Nadeb)                                                                              | around 100                                  | Uneiuxi and Urubaxi Basins, Amazonas. | Isolated language. Isolated elements of Maku groups that have already been contacted. Hunter-gatherers. |
| Mamaindé                                                                                  | ۵۰–۱۰۰                                      | Upper Rio Corumbiara, Rondônia. | Isolated language. Isolated group of Nambikwara. A no-entry zone was allocated and then cancelled under local pressure. Recently massacred. |
| Hi-Merimã                                                                                 | ۱٬۵۰۰                                       | Riozinho, tributary of the Cuniuã, Purus Basin, Amazonas. | Arawan(?). Their area has recently been declared protected. |
| Mayoruna                                                                                  | ۲۰۰–۳۰۰                                     | 3 locations in Amazonas: 1. Rio Batã, source of the Javari. 2. Rio Pardo. 3. Between the Pardo and middle Javari. | Pano. Small isolated communities of the large Mayoruna group. |
| Miqueleno (Cujubi)                                                                        | unknown                                     | Upper Rio São Miguel, Rondônia | Isolated Chapakura language. Area invaded by loggers. Recently massacred. |
| Nereyana                                                                                  | around 100                                  | Rio Panama, headwaters of Paru do Oeste, North Pará. | Karib. Perhaps more closely related to the Kachuyana than to the Tiriyo. |
| Pacaás Novos - (2) Oromawin sugroup                                                       | around 150                                  | Serra dos Pacaás Novos, Rondônia. - (2) Source of the Rio Formoso, Rondônia. | Isolated Chapakura language. Isolated groups belonging to the major Pacaás Novos group. Included in the Uru-eu-wau-wau I.T. - (2) Neighbouring one of the Pacaás Novos I.T. |
| Papavo Supergroup, which includes: 1. Mashco/Harakmbet 2. Culina 3. Amahuaca 4. Yawanahua | over 400                                    | Acre (Scattered over a single large territory) - (1) Rio Breu, headwaters of the Upper Jurua. - (۲٬۳،4) Between the sources of the Envira and the Muru, and Igarapé Xinané, tributary of the Purus, overflowing into Peru. | Many isolated communities belonging to four distinct groups. Struggling is part of their traditions: reciprocal hostile contacts with the Kampa (whom they plunder), and peaceful ones with the Kulina; they plunder the loggers' encampments. - (1) Isolated language – On the extractivist reserve of Alto Jurua. - (۲٬۳،4)-(2) Arawan, (3,4) Panoan – Two I.T. have been set up for them. |
| Pariuaia                                                                                  | over 100                                    | Rio Bararati, tributary of the Lower Juruena, Amazonas. | Probably Tupi–Kawahib, Tupi–Guarani. Have refused all contact since 1930. |
| Piriutiti                                                                                 | ۱۰۰–۲۰۰                                     | Rio Curiau, Amazonas. | Related to the Waimiri-Atroari (Karib). Some live in, others outside, the latter's I.T. |
| Sateré                                                                                    | unknown                                     | Rio Parauari, tributary of the Maués-açu, Amazonas. | Tupi. Communities that split away from the Sateré-Maué a long time ago. |
| Tupi–Kawahib (Piripicura)                                                                 | ۲۰۰–۳۰۰                                     | Between the Madeirinha and Roosevelt Rivers, northern Mato Grosso. | Tupi–Guarani. A no-entry zone has just been allocated for them. |
| Uru-Eu-Wau-Wau                                                                            | ۳۰۰                                         | Serra dos Pakaás-Novas, Rondônia. | Tupi–Guarani. There remain over 3 uncontacted groups. Several hostile encounters with gold-seekers and loggers. All are included in the vast Uru-eu-wau-wau I.T. |
| Wayãpi (Yawãpi)                                                                           | ۱۰۰–۱۵۰                                     | Upper Ipitinga, between the Jari and the Paru do Leste, northern Pará. | Tupi–Guarani. Group which formerly broke away from the Southern Wayãpi. |
| Yakarawakta                                                                               | ۲۰–۳۰                                       | Between the Rios Aripuanã and Juruena, Mato Grosso Norte. | Tupi–Guarani. Probably an Apiaka sub-group. |
| Yanomami                                                                                  | ۳۰۰                                         | Amazonas 1. Upper Marauia 2. Between the Demini and the Catrimani | Yanomami. 1. Within the I.T. 2. Isolated communities; probably outside the I.T. , but within the Rio Branco National Park. |
| name unknown                                                                              | around 100                                  | Between the Upper Amapari and Upper Oiapoque, Amapa. | Unspecified language family. According to the Southern Wayãpi, a group that formerly broke away from them. According to the Northern Wayãpi, one of their former enemy groups, the Tapüiy. |
| name unknown (Isolados do Jandiatuba)                                                     | ۳۰۰                                         | Between the Upper Jandiatuba and the Itacuaí, Amazonas. | Maybe a Katukina group. |
| name unknown (Isolados do São José)                                                       | ۳۰۰                                         | Igarapé São José, tributary of the Itacuaí, Amazonas. | Seems to be a group distinct from Isolados do Jandiatuba. |
| name unknown                                                                              | unknown                                     | Igarapé Recreio, Cruzeiro do Sul municipality, Upper Juruá, Acre. | Panoan(?) |
| name unknown (Isolados do Igarapé Tueré)                                                  | unknown                                     | Igarapé Tueré, tributary of the Itacaiúnas, Pará. | Tupi(?) |
| name unknown (Isolados do Arama e Inaui)                                                  | around 100                                  | South of Rio Inauini, Purus Basin, Amazonas. | |
| name unknown (Isolados do Igarapé Umari)                                                  | unknown                                     | Igarapé Umari, tributary of the Ituxi, Amazonas. | |
| name unknown (Isolados da Serra do Taquaral)                                              | unknown                                     | Serra do Taquaral, source of the Rio Branco, Rondônia. | |
| مرد چاله                                                                                  | ۰                                           | نارائو در ایالت روندونیای بزریل در جنگلهای آمازون | در اوت ۲۰۲۲ اعلام شد که فوت شده‌است. |